# Martin Dimitrow (Politiker)

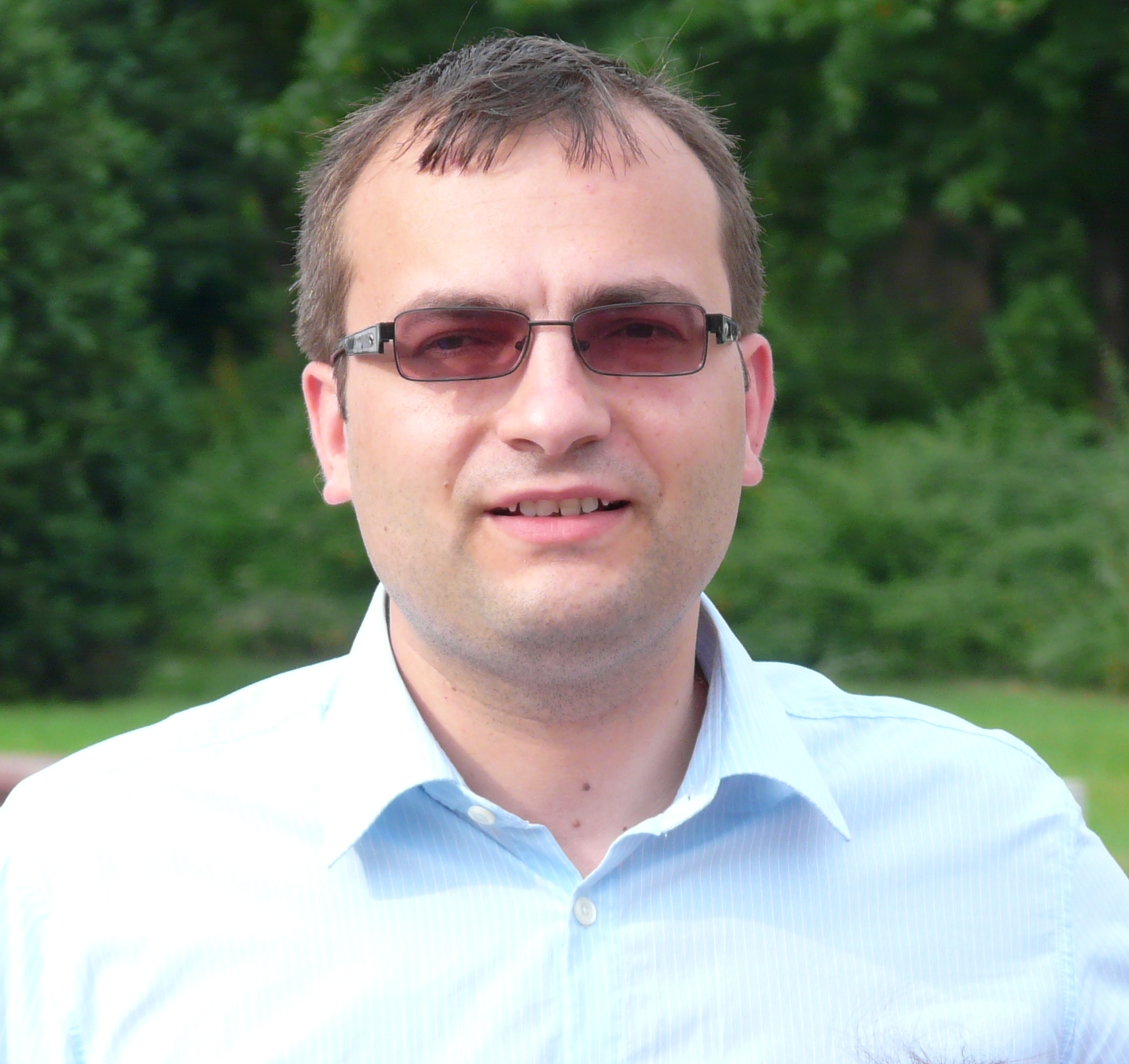
Martin Dimitrow

Martin Dimitrow (auch Martin Dimitrov, bulgarisch Мартин Димитров; * 13. April 1977 in Sofia) ist ein bulgarischer Ökonom und Politiker der Partei Union der Demokratischen Kräfte. Von Dezember 2008 bis 2012 war er Vorsitzender der Partei. Vor ihm hatte Plamen Jurukow den Parteivorsitz. Vom 1. Januar 2007 bis 20. Mai 2007 war er Mitglied des Europäischen Parlaments.
Dimitrow wurde im Dezember 2008 per Urabstimmung aller Parteimitglieder zum Vorsitzenden der Partei. Dies geschah zum ersten Mal in der Geschichte der Partei.